# Lista över fornlämningar i Kungälvs kommun
Lista över fornlämningar i Kungälvs kommun är en förteckning av ett urval av de fornlämningar som finns i Kungälvs kommun.

## Harestad
| Namn                         | Lämningstyp    | Tillkomsttid | Historisk indelning | Plats | Läge                 | ID-nr          | Bild                                 |
| ---------------------------- | -------------- | ------------ | ------------------- | ----- | -------------------- | -------------- | ------------------------------------ |
| Harestad 1:1                 | Stensättning   |              | Harestad, Bohuslän  |       | 57.825532, 11.802526 | 10155000010001 | Ladda upp en bild av detta fornminne |
| Harestad 5:1                 | Stensättning   |              | Harestad, Bohuslän  |       | 57.834556, 11.821742 | 10155000050001 | Ladda upp en bild av detta fornminne |
| Harestad 6:1                 | Stensättning   |              | Harestad, Bohuslän  |       | 57.831988, 11.831475 | 10155000060001 | Ladda upp en bild av detta fornminne |
| Harestad 8:1                 | Stensättning   |              | Harestad, Bohuslän  |       | 57.831828, 11.841310 | 10155000080001 | Ladda upp en bild av detta fornminne |
| Harestad 9:1                 | Röse           |              | Harestad, Bohuslän  |       | 57.831858, 11.844806 | 10155000090001 | Ladda upp en bild av detta fornminne |
| Harestad 11:1                | Stensättning   |              | Harestad, Bohuslän  |       | 57.828280, 11.853810 | 10155000110001 | Ladda upp en bild av detta fornminne |
| Harestad 12:1                | Stensättning   |              | Harestad, Bohuslän  |       | 57.831616, 11.853346 | 10155000120001 | Ladda upp en bild av detta fornminne |
| Harestad 14:1                | Stensättning   |              | Harestad, Bohuslän  |       | 57.827894, 11.847901 | 10155000140001 | Ladda upp en bild av detta fornminne |
| Harestad 16:1                | Röse           |              | Harestad, Bohuslän  |       | 57.832201, 11.853989 | 10155000160001 | Ladda upp en bild av detta fornminne |
| Harestad 17:1                | Stenkammargrav |              | Harestad, Bohuslän  |       | 57.831984, 11.854651 | 10155000170001 | Ladda upp en bild av detta fornminne |
| Harestad 19:1                | Fornborg       |              | Harestad, Bohuslän  |       | 57.830523, 11.871869 | 10155000190001 | Ladda upp en bild av detta fornminne |
| Harestad 19:2                | Stensättning   |              | Harestad, Bohuslän  |       | 57.830298, 11.872139 | 10155000190002 | Ladda upp en bild av detta fornminne |
| Harestad 20:1                | Gravfält       |              | Harestad, Bohuslän  |       | 57.822542, 11.855034 | 10155000200001 | Ladda upp en bild av detta fornminne |
| Harestad 21:1                | Stensättning   |              | Harestad, Bohuslän  |       | 57.824323, 11.853390 | 10155000210001 | Ladda upp en bild av detta fornminne |
| Harestad 22:1                | Stensättning   |              | Harestad, Bohuslän  |       | 57.822641, 11.862057 | 10155000220001 | Ladda upp en bild av detta fornminne |
| Harestad 22:2                | Stensättning   |              | Harestad, Bohuslän  |       | 57.822646, 11.861922 | 10155000220002 | Ladda upp en bild av detta fornminne |
| Harestad 23:1                | Stensättning   |              | Harestad, Bohuslän  |       | 57.823143, 11.861483 | 10155000230001 | Ladda upp en bild av detta fornminne |
| Harestad 24:1                | Gravfält       |              | Harestad, Bohuslän  |       | 57.823324, 11.860636 | 10155000240001 | Ladda upp en bild av detta fornminne |
| Harestad 25:1                | Stensättning   |              | Harestad, Bohuslän  |       | 57.821924, 11.866798 | 10155000250001 | Ladda upp en bild av detta fornminne |
| Harestad 31:1                | Stenkrets      |              | Harestad, Bohuslän  |       | 57.825969, 11.885932 | 10155000310001 | Ladda upp en bild av detta fornminne |
| Harestad 33:1                | Stenkammargrav |              | Harestad, Bohuslän  |       | 57.835525, 11.828312 | 10155000330001 | Ladda upp en bild av detta fornminne |
| Harestad 35:1                | Stensättning   |              | Harestad, Bohuslän  |       | 57.832565, 11.843248 | 10155000350001 | Ladda upp en bild av detta fornminne |
| Harestad 36:1                | Stensättning   |              | Harestad, Bohuslän  |       | 57.823906, 11.816255 | 10155000360001 | Ladda upp en bild av detta fornminne |
| Långängen (Harestad 45:1)    | Stensättning   |              | Harestad, Bohuslän  |       | 57.826725, 11.824859 | 10155000450001 | Ladda upp en bild av detta fornminne |
| Långängen (Harestad 45:2)    | Stensättning   |              | Harestad, Bohuslän  |       | 57.826587, 11.825135 | 10155000450002 | Ladda upp en bild av detta fornminne |
| Långängen (Harestad 45:3)    | Stensättning   |              | Harestad, Bohuslän  |       | 57.826484, 11.825273 | 10155000450003 | Ladda upp en bild av detta fornminne |
| Harestad 46:1                | Stensättning   |              | Harestad, Bohuslän  |       | 57.818905, 11.815595 | 10155000460001 | Ladda upp en bild av detta fornminne |
| Harestad 47:1                | Stensättning   |              | Harestad, Bohuslän  |       | 57.816148, 11.824861 | 10155000470001 | Ladda upp en bild av detta fornminne |
| Harestad 48:1                | Stensättning   |              | Harestad, Bohuslän  |       | 57.816563, 11.827277 | 10155000480001 | Ladda upp en bild av detta fornminne |
| Bergagård (Harestad 50:1)    | Stensättning   |              | Harestad, Bohuslän  |       | 57.816321, 11.829656 | 10155000500001 | Ladda upp en bild av detta fornminne |
| Harestad 51:1                | Stensättning   |              | Harestad, Bohuslän  |       | 57.814583, 11.827526 | 10155000510001 | Ladda upp en bild av detta fornminne |
| Harestad 53:1                | Hällristning   |              | Harestad, Bohuslän  |       | 57.817446, 11.826248 | 10155000530001 | Ladda upp en bild av detta fornminne |
| Harestad 56:1                | Hällristning   |              | Harestad, Bohuslän  |       | 57.816008, 11.825954 | 10155000560001 | Ladda upp en bild av detta fornminne |
| Harestad 57:1                | Stensättning   |              | Harestad, Bohuslän  |       | 57.814628, 11.821054 | 10155000570001 | Ladda upp en bild av detta fornminne |
| Harestad 61:1                | Hällristning   |              | Harestad, Bohuslän  |       | 57.816775, 11.824130 | 10155000610001 | Ladda upp en bild av detta fornminne |
| Harestad 67:1                | Stensättning   |              | Harestad, Bohuslän  |       | 57.810637, 11.842965 | 10155000670001 | Ladda upp en bild av detta fornminne |
| Harestad 68:1                | Gravfält       |              | Harestad, Bohuslän  |       | 57.811622, 11.838762 | 10155000680001 | Ladda upp en bild av detta fornminne |
| Östra Nereby (Harestad 74:1) | Stensättning   |              | Harestad, Bohuslän  |       | 57.814156, 11.852375 | 10155000740001 | Ladda upp en bild av detta fornminne |
| Harestad 77:1                | Stensättning   |              | Harestad, Bohuslän  |       | 57.806106, 11.857153 | 10155000770001 | Ladda upp en bild av detta fornminne |
| Älvängen (Harestad 81:1)     | Stensättning   |              | Harestad, Bohuslän  |       | 57.815090, 11.870293 | 10155000810001 | Ladda upp en bild av detta fornminne |
| Harestad 83:1                | Fästning/skans |              | Harestad, Bohuslän  |       | 57.795551, 11.829566 | 10155000830001 | Ladda upp en bild av detta fornminne |
| Harestad 85:1                | Gravfält       |              | Harestad, Bohuslän  |       | 57.800224, 11.831335 | 10155000850001 | Ladda upp en bild av detta fornminne |
| Harestad 97:1                | Röse           |              | Harestad, Bohuslän  |       | 57.796854, 11.795349 | 10155000970001 | Ladda upp en bild av detta fornminne |
| Harestad 102:1               | Stensättning   |              | Harestad, Bohuslän  |       | 57.814487, 11.791328 | 10155001020001 | Ladda upp en bild av detta fornminne |
| Harestad 103:1               | Stensättning   |              | Harestad, Bohuslän  |       | 57.812569, 11.805189 | 10155001030001 | Ladda upp en bild av detta fornminne |
| Harestad 104:1               | Stensättning   |              | Harestad, Bohuslän  |       | 57.822170, 11.811256 | 10155001040001 | Ladda upp en bild av detta fornminne |
| Harestad 104:2               | Stensättning   |              | Harestad, Bohuslän  |       | 57.822202, 11.811458 | 10155001040002 | Ladda upp en bild av detta fornminne |
| Harestad 104:3               | Stensättning   |              | Harestad, Bohuslän  |       | 57.822146, 11.811090 | 10155001040003 | Ladda upp en bild av detta fornminne |
| Harestad 105:1               | Stensättning   |              | Harestad, Bohuslän  |       | 57.822370, 11.812913 | 10155001050001 | Ladda upp en bild av detta fornminne |
| Harestad 106:1               | Stensättning   |              | Harestad, Bohuslän  |       | 57.821751, 11.808726 | 10155001060001 | Ladda upp en bild av detta fornminne |
| Harestad 117:1               | Hällristning   |              | Harestad, Bohuslän  |       | 57.829739, 11.846240 | 10155001170001 | Ladda upp en bild av detta fornminne |
| Harestad 117:2               | Hällristning   |              | Harestad, Bohuslän  |       | 57.829693, 11.846826 | 10155001170002 | Ladda upp en bild av detta fornminne |
| Harestad 117:3               | Hällristning   |              | Harestad, Bohuslän  |       | 57.829804, 11.846869 | 10155001170003 | Ladda upp en bild av detta fornminne |
| Harestad 123:1               | Stensättning   |              | Harestad, Bohuslän  |       | 57.823952, 11.854314 | 10155001230001 | Ladda upp en bild av detta fornminne |
| Bergegård (Harestad 132:1)   | Gravfält       |              | Harestad, Bohuslän  |       | 57.816823, 11.830799 | 10155001320001 | Ladda upp en bild av detta fornminne |
| Norgård (Harestad 133:1)     | Stenkammargrav |              | Harestad, Bohuslän  |       | 57.822983, 11.803445 | 10155001330001 | Ladda upp en bild av detta fornminne |
| Harestad 134:1               | Minnesmärke    |              | Harestad, Bohuslän  |       | 57.822763, 11.818531 | 10155001340001 | Ladda upp en bild av detta fornminne |
| Vetterösena (Harestad 142:1) | Röse           |              | Harestad, Bohuslän  |       | 57.800921, 11.773649 | 10155001420001 | Ladda upp en bild av detta fornminne |
| Harestad 151:1               | Hällristning   |              | Harestad, Bohuslän  |       | 57.815895, 11.823996 | 10155001510001 | Ladda upp en bild av detta fornminne |
| Harestad 153:1               | Hällristning   |              | Harestad, Bohuslän  |       | 57.833036, 11.821698 | 10155001530001 | Ladda upp en bild av detta fornminne |
| Harestad 154:1               | Hällristning   |              | Harestad, Bohuslän  |       | 57.831274, 11.831901 | 10155001540001 | Ladda upp en bild av detta fornminne |
| Harestad 155:1               | Hällristning   |              | Harestad, Bohuslän  |       | 57.831609, 11.834223 | 10155001550001 | Ladda upp en bild av detta fornminne |
| Harestad 157:1               | Hällristning   |              | Harestad, Bohuslän  |       | 57.829033, 11.838467 | 10155001570001 | Ladda upp en bild av detta fornminne |
| Harestad 164:1               | Hällristning   |              | Harestad, Bohuslän  |       | 57.827272, 11.848385 | 10155001640001 | Ladda upp en bild av detta fornminne |
| Harestad 168:1               | Hällristning   |              | Harestad, Bohuslän  |       | 57.823260, 11.863727 | 10155001680001 | Ladda upp en bild av detta fornminne |
| Harestad 170:1               | Hällristning   |              | Harestad, Bohuslän  |       | 57.821384, 11.857224 | 10155001700001 | Ladda upp en bild av detta fornminne |
| Harestad 170:2               | Hällristning   |              | Harestad, Bohuslän  |       | 57.821379, 11.857060 | 10155001700002 | Ladda upp en bild av detta fornminne |
| Harestad 182:1               | Minnesmärke    |              | Harestad, Bohuslän  |       | 57.822185, 11.817035 | 10155001820001 | Ladda upp en bild av detta fornminne |
| Harestad 186:1               | Hällristning   |              | Harestad, Bohuslän  |       | 57.823221, 11.857592 | 10155001860001 | Ladda upp en bild av detta fornminne |
| Harestad 190:1               | Hällristning   |              | Harestad, Bohuslän  |       | 57.817570, 11.817432 | 10155001900001 | Ladda upp en bild av detta fornminne |
| Harestad 190:2               | Hällristning   |              | Harestad, Bohuslän  |       | 57.817538, 11.817344 | 10155001900002 | Ladda upp en bild av detta fornminne |
| Harestad 190:3               | Hällristning   |              | Harestad, Bohuslän  |       | 57.817614, 11.817364 | 10155001900003 | Ladda upp en bild av detta fornminne |
| Harestad 190:4               | Hällristning   |              | Harestad, Bohuslän  |       | 57.817563, 11.817206 | 10155001900004 | Ladda upp en bild av detta fornminne |
| Harestad 192:1               | Hällristning   |              | Harestad, Bohuslän  |       | 57.814901, 11.833562 | 10155001920001 | Ladda upp en bild av detta fornminne |
| Harestad 192:2               | Hällristning   |              | Harestad, Bohuslän  |       | 57.814866, 11.833504 | 10155001920002 | Ladda upp en bild av detta fornminne |
| Harestad 193:1               | Hällristning   |              | Harestad, Bohuslän  |       | 57.815542, 11.826092 | 10155001930001 | Ladda upp en bild av detta fornminne |
| Harestad 195:1               | Hällristning   |              | Harestad, Bohuslän  |       | 57.819899, 11.820362 | 10155001950001 | Ladda upp en bild av detta fornminne |
| Harestad 196:1               | Hällristning   |              | Harestad, Bohuslän  |       | 57.818612, 11.819349 | 10155001960001 | Ladda upp en bild av detta fornminne |

## Hålta
| Namn        | Lämningstyp                 | Tillkomsttid | Historisk indelning | Plats | Läge                 | ID-nr          | Bild                                 |
| ----------- | --------------------------- | ------------ | ------------------- | ----- | -------------------- | -------------- | ------------------------------------ |
| Hålta 4:1   | Röse                        |              | Hålta, Bohuslän     |       | 57.901378, 11.870845 | 10155500040001 | Ladda upp en bild av detta fornminne |
| Hålta 6:2   | Kvarn                       |              | Hålta, Bohuslän     |       | 57.912766, 11.851867 | 10155500060002 | Ladda upp en bild av detta fornminne |
| Hålta 7:1   | Stensättning                |              | Hålta, Bohuslän     |       | 57.913061, 11.841977 | 10155500070001 | Ladda upp en bild av detta fornminne |
| Hålta 7:2   | Stensättning                |              | Hålta, Bohuslän     |       | 57.912955, 11.841967 | 10155500070002 | Ladda upp en bild av detta fornminne |
| Hålta 9:1   | Röse                        |              | Hålta, Bohuslän     |       | 57.913563, 11.837820 | 10155500090001 | Ladda upp en bild av detta fornminne |
| Hålta 10:1  | Stensättning                |              | Hålta, Bohuslän     |       | 57.912015, 11.836383 | 10155500100001 | Ladda upp en bild av detta fornminne |
| Hålta 10:2  | Stensättning                |              | Hålta, Bohuslän     |       | 57.912138, 11.836486 | 10155500100002 | Ladda upp en bild av detta fornminne |
| Hålta 12:1  | Gravfält                    |              | Hålta, Bohuslän     |       | 57.912857, 11.823378 | 10155500120001 | Ladda upp en bild av detta fornminne |
| Hålta 13:1  | Stensättning                |              | Hålta, Bohuslän     |       | 57.914153, 11.820491 | 10155500130001 | Ladda upp en bild av detta fornminne |
| Hålta 14:1  | Hög                         |              | Hålta, Bohuslän     |       | 57.913947, 11.821916 | 10155500140001 | Ladda upp en bild av detta fornminne |
| Hålta 14:2  | Stenkrets                   |              | Hålta, Bohuslän     |       | 57.914107, 11.821920 | 10155500140002 | Ladda upp en bild av detta fornminne |
| Hålta 16:1  | Minnesmärke                 |              | Hålta, Bohuslän     |       | 57.890883, 11.865240 | 10155500160001 | Ladda upp en bild av detta fornminne |
| Hålta 18:1  | Röse                        |              | Hålta, Bohuslän     |       | 57.902236, 11.835651 | 10155500180001 | Ladda upp en bild av detta fornminne |
| Hålta 19:1  | Grav markerad av sten/block |              | Hålta, Bohuslän     |       | 57.893873, 11.833772 | 10155500190001 | Ladda upp en bild av detta fornminne |
| Hålta 19:2  | Grav markerad av sten/block |              | Hålta, Bohuslän     |       | 57.893912, 11.833643 | 10155500190002 | Ladda upp en bild av detta fornminne |
| Hålta 19:3  | Grav markerad av sten/block |              | Hålta, Bohuslän     |       | 57.893923, 11.833537 | 10155500190003 | Ladda upp en bild av detta fornminne |
| Hålta 20:1  | Röse                        |              | Hålta, Bohuslän     |       | 57.891511, 11.828062 | 10155500200001 | Ladda upp en bild av detta fornminne |
| Hålta 20:2  | Stensättning                |              | Hålta, Bohuslän     |       | 57.891074, 11.827925 | 10155500200002 | Ladda upp en bild av detta fornminne |
| Hålta 21:1  | Stensättning                |              | Hålta, Bohuslän     |       | 57.889618, 11.828599 | 10155500210001 | Ladda upp en bild av detta fornminne |
| Hålta 22:1  | Grav markerad av sten/block |              | Hålta, Bohuslän     |       | 57.888945, 11.830129 | 10155500220001 | Ladda upp en bild av detta fornminne |
| Hålta 24:1  | Stensättning                |              | Hålta, Bohuslän     |       | 57.893438, 11.813805 | 10155500240001 | Ladda upp en bild av detta fornminne |
| Hålta 25:1  | Hällristning                |              | Hålta, Bohuslän     |       | 57.896717, 11.816533 | 10155500250001 | Ladda upp en bild av detta fornminne |
| Hålta 26:1  | Stensättning                |              | Hålta, Bohuslän     |       | 57.902934, 11.815564 | 10155500260001 | Ladda upp en bild av detta fornminne |
| Hålta 27:1  | Stensättning                |              | Hålta, Bohuslän     |       | 57.904739, 11.815257 | 10155500270001 | Ladda upp en bild av detta fornminne |
| Hålta 28:1  | Röse                        |              | Hålta, Bohuslän     |       | 57.904032, 11.813149 | 10155500280001 | Ladda upp en bild av detta fornminne |
| Hålta 28:2  | Stensättning                |              | Hålta, Bohuslän     |       | 57.904133, 11.813287 | 10155500280002 | Ladda upp en bild av detta fornminne |
| Hålta 28:3  | Stensättning                |              | Hålta, Bohuslän     |       | 57.903898, 11.812908 | 10155500280003 | Ladda upp en bild av detta fornminne |
| Hålta 29:1  | Gravfält                    |              | Hålta, Bohuslän     |       | 57.897805, 11.804940 | 10155500290001 | Ladda upp en bild av detta fornminne |
| Hålta 30:1  | Stensättning                |              | Hålta, Bohuslän     |       | 57.896009, 11.810346 | 10155500300001 | Ladda upp en bild av detta fornminne |
| Hålta 30:2  | Stensättning                |              | Hålta, Bohuslän     |       | 57.896130, 11.810429 | 10155500300002 | Ladda upp en bild av detta fornminne |
| Hålta 30:3  | Stensättning                |              | Hålta, Bohuslän     |       | 57.896142, 11.810147 | 10155500300003 | Ladda upp en bild av detta fornminne |
| Hålta 30:4  | Hög                         |              | Hålta, Bohuslän     |       | 57.895934, 11.810994 | 10155500300004 | Ladda upp en bild av detta fornminne |
| Hålta 30:5  | Hällristning                |              | Hålta, Bohuslän     |       | 57.896049, 11.810609 | 10155500300005 | Ladda upp en bild av detta fornminne |
| Hålta 31:1  | Hög                         |              | Hålta, Bohuslän     |       | 57.894518, 11.811699 | 10155500310001 | Ladda upp en bild av detta fornminne |
| Hålta 32:1  | Gravfält                    |              | Hålta, Bohuslän     |       | 57.901441, 11.798148 | 10155500320001 | Ladda upp en bild av detta fornminne |
| Hålta 33:1  | Gravfält                    |              | Hålta, Bohuslän     |       | 57.898572, 11.787848 | 10155500330001 | Ladda upp en bild av detta fornminne |
| Hålta 35:1  | Stensättning                |              | Hålta, Bohuslän     |       | 57.894727, 11.772380 | 10155500350001 | Ladda upp en bild av detta fornminne |
| Hålta 36:1  | Röse                        |              | Hålta, Bohuslän     |       | 57.892478, 11.778536 | 10155500360001 | Ladda upp en bild av detta fornminne |
| Hålta 38:1  | Stensättning                |              | Hålta, Bohuslän     |       | 57.895127, 11.760942 | 10155500380001 | Ladda upp en bild av detta fornminne |
| Hålta 40:1  | Gravfält                    |              | Hålta, Bohuslän     |       | 57.882863, 11.771000 | 10155500400001 | Ladda upp en bild av detta fornminne |
| Hålta 42:1  | Stensättning                |              | Hålta, Bohuslän     |       | 57.889348, 11.756967 | 10155500420001 | Ladda upp en bild av detta fornminne |
| Hålta 43:1  | Stensättning                |              | Hålta, Bohuslän     |       | 57.887645, 11.761192 | 10155500430001 | Ladda upp en bild av detta fornminne |
| Hålta 44:1  | Stensättning                |              | Hålta, Bohuslän     |       | 57.886598, 11.770910 | 10155500440001 | Ladda upp en bild av detta fornminne |
| Hålta 45:1  | Stensättning                |              | Hålta, Bohuslän     |       | 57.891786, 11.833993 | 10155500450001 | Ladda upp en bild av detta fornminne |
| Hålta 46:1  | Stensättning                |              | Hålta, Bohuslän     |       | 57.883826, 11.783120 | 10155500460001 | Ladda upp en bild av detta fornminne |
| Hålta 47:1  | Stensättning                |              | Hålta, Bohuslän     |       | 57.876153, 11.784037 | 10155500470001 | Ladda upp en bild av detta fornminne |
| Hålta 48:1  | Stensättning                |              | Hålta, Bohuslän     |       | 57.889484, 11.796235 | 10155500480001 | Ladda upp en bild av detta fornminne |
| Hålta 49:1  | Röse                        |              | Hålta, Bohuslän     |       | 57.888044, 11.805933 | 10155500490001 | Ladda upp en bild av detta fornminne |
| Hålta 49:2  | Röse                        |              | Hålta, Bohuslän     |       | 57.888105, 11.806002 | 10155500490002 | Ladda upp en bild av detta fornminne |
| Hålta 49:3  | Stensättning                |              | Hålta, Bohuslän     |       | 57.888130, 11.806181 | 10155500490003 | Ladda upp en bild av detta fornminne |
| Hålta 50:1  | Röse                        |              | Hålta, Bohuslän     |       | 57.885899, 11.812185 | 10155500500001 | Ladda upp en bild av detta fornminne |
| Hålta 51:1  | Röse                        |              | Hålta, Bohuslän     |       | 57.888208, 11.817880 | 10155500510001 | Ladda upp en bild av detta fornminne |
| Hålta 52:1  | Stenkrets                   |              | Hålta, Bohuslän     |       | 57.883060, 11.770115 | 10155500520001 | Ladda upp en bild av detta fornminne |
| Hålta 53:1  | Hög                         |              | Hålta, Bohuslän     |       | 57.883246, 11.771445 | 10155500530001 | Ladda upp en bild av detta fornminne |
| Hålta 56:1  | Stensättning                |              | Hålta, Bohuslän     |       | 57.868076, 11.839986 | 10155500560001 | Ladda upp en bild av detta fornminne |
| Hålta 57:1  | Hällristning                |              | Hålta, Bohuslän     |       | 57.892429, 11.859703 | 10155500570001 | Ladda upp en bild av detta fornminne |
| Hålta 79:1  | Röse                        |              | Hålta, Bohuslän     |       | 57.868393, 11.841073 | 10155500790001 | Ladda upp en bild av detta fornminne |
| Hålta 80:1  | Hällristning                |              | Hålta, Bohuslän     |       | 57.889134, 11.828191 | 10155500800001 | Ladda upp en bild av detta fornminne |
| Hålta 80:2  | Hällristning                |              | Hålta, Bohuslän     |       | 57.889116, 11.828000 | 10155500800002 | Ladda upp en bild av detta fornminne |
| Hålta 80:3  | Hällristning                |              | Hålta, Bohuslän     |       | 57.889007, 11.828061 | 10155500800003 | Ladda upp en bild av detta fornminne |
| Hålta 80:4  | Hällristning                |              | Hålta, Bohuslän     |       | 57.888982, 11.827888 | 10155500800004 | Ladda upp en bild av detta fornminne |
| Hålta 104:1 | Stensättning                |              | Hålta, Bohuslän     |       | 57.900092, 11.878317 | 10155501040001 | Ladda upp en bild av detta fornminne |
| Hålta 131   | Gravfält                    |              | Hålta, Bohuslän     |       | 57.899134, 11.852718 | 12000000011799 | Ladda upp en bild av detta fornminne |

## Kareby
| Namn                        | Lämningstyp                 | Tillkomsttid | Historisk indelning | Plats | Läge                 | ID-nr          | Bild                                      |
| --------------------------- | --------------------------- | ------------ | ------------------- | ----- | -------------------- | -------------- | ----------------------------------------- |
| Rannberg (Kareby 1:1)       | Röse                        |              | Kareby, Bohuslän    |       | 57.933027, 11.902945 | 10155900010001 | Ladda upp en bild av detta fornminne      |
| Kareby 2:1                  | Grav markerad av sten/block |              | Kareby, Bohuslän    |       | 57.926972, 11.915288 | 10155900020001 | Ladda upp en bild av detta fornminne      |
| Kareby 2:2                  | Stensättning                |              | Kareby, Bohuslän    |       | 57.927087, 11.914865 | 10155900020002 | Ladda upp en bild av detta fornminne      |
| Kareby 4:1                  | Stenkammargrav              |              | Kareby, Bohuslän    |       | 57.921978, 11.926886 | 10155900040001 | Ladda upp en bild av detta fornminne      |
| Kareby 5:1                  | Röse                        |              | Kareby, Bohuslän    |       | 57.928959, 11.945619 | 10155900050001 | Ladda upp en bild av detta fornminne      |
| Kareby 5:2                  | Röse                        |              | Kareby, Bohuslän    |       | 57.928966, 11.946020 | 10155900050002 | Ladda upp en bild av detta fornminne      |
| Kareby 5:3                  | Stensättning                |              | Kareby, Bohuslän    |       | 57.929018, 11.946278 | 10155900050003 | Ladda upp en bild av detta fornminne      |
| Kareby 6:1                  | Röse                        |              | Kareby, Bohuslän    |       | 57.914135, 11.954137 | 10155900060001 | Ladda upp en bild av detta fornminne      |
| Kareby 7:1                  | Stensättning                |              | Kareby, Bohuslän    |       | 57.909608, 11.946863 | 10155900070001 | Ladda upp en bild av detta fornminne      |
| Stavstenar (Kareby 8:1)     | Stenkammargrav              |              | Kareby, Bohuslän    |       | 57.899690, 11.945345 | 10155900080001 | Ladda upp en bild av detta fornminne      |
| Stavstenar (Kareby 8:2)     | Hög                         |              | Kareby, Bohuslän    |       | 57.899682, 11.945549 | 10155900080002 | Ladda upp en bild av detta fornminne      |
| Stavstenar (Kareby 8:3)     | Stensättning                |              | Kareby, Bohuslän    |       | 57.899412, 11.944836 | 10155900080003 | Ladda upp en bild av detta fornminne      |
| Stavstenar (Kareby 8:4)     | Stensättning                |              | Kareby, Bohuslän    |       | 57.899464, 11.945077 | 10155900080004 | Ladda upp en bild av detta fornminne      |
| Kareby 9:1                  | Röse                        |              | Kareby, Bohuslän    |       | 57.903569, 11.940401 | 10155900090001 | Ladda upp en bild av detta fornminne      |
| Högkull (Kareby 12:1)       | Fornborg                    |              | Kareby, Bohuslän    |       | 57.935021, 11.962660 | 10155900120001 | Ladda upp en bild av detta fornminne      |
| Kareby 14:1                 | Röse                        |              | Kareby, Bohuslän    |       | 57.897237, 11.962124 | 10155900140001 | Ladda upp en bild av detta fornminne      |
| Kareby 15:1                 | Röse                        |              | Kareby, Bohuslän    |       | 57.893002, 11.957392 | 10155900150001 | Ladda upp en bild av detta fornminne      |
| Kareby 17:1                 | Stenkammargrav              |              | Kareby, Bohuslän    |       | 57.895491, 11.898216 | 10155900170001 | Ladda upp en bild av detta fornminne      |
| Kareby 18:1                 | Hög                         |              | Kareby, Bohuslän    |       | 57.894927, 11.900746 | 10155900180001 | Ladda upp en bild av detta fornminne      |
| Kareby 18:2                 | Hög                         |              | Kareby, Bohuslän    |       | 57.894943, 11.901412 | 10155900180002 | Ladda upp en bild av detta fornminne      |
| Kareby 19:1                 | Hög                         |              | Kareby, Bohuslän    |       | 57.894133, 11.903558 | 10155900190001 | Ladda upp en bild av detta fornminne      |
| Kareby 20:1                 | Begravningsplats            |              | Kareby, Bohuslän    |       | 57.913478, 11.909802 | 10155900200001 | Ladda upp en till bild av detta fornminne |
| Kareby 22:1                 | Stenkrets                   |              | Kareby, Bohuslän    |       | 57.915561, 11.913014 | 10155900220001 | Ladda upp en bild av detta fornminne      |
| Kareby 23:1                 | Stenkrets                   |              | Kareby, Bohuslän    |       | 57.924803, 11.870034 | 10155900230001 | Ladda upp en bild av detta fornminne      |
| Kareby 24:1                 | Röse                        |              | Kareby, Bohuslän    |       | 57.920431, 11.866553 | 10155900240001 | Ladda upp en bild av detta fornminne      |
| Kareby 25:1                 | Gravfält                    |              | Kareby, Bohuslän    |       | 57.914863, 11.869026 | 10155900250001 | Ladda upp en bild av detta fornminne      |
| Kareby 26:1                 | Stensättning                |              | Kareby, Bohuslän    |       | 57.913286, 11.871649 | 10155900260001 | Ladda upp en bild av detta fornminne      |
| Kareby 26:2                 | Stensättning                |              | Kareby, Bohuslän    |       | 57.913151, 11.871436 | 10155900260002 | Ladda upp en bild av detta fornminne      |
| Kareby 27:1                 | Hög                         |              | Kareby, Bohuslän    |       | 57.909504, 11.890987 | 10155900270001 | Ladda upp en bild av detta fornminne      |
| Kareby 28:1                 | Gravfält                    |              | Kareby, Bohuslän    |       | 57.903768, 11.909548 | 10155900280001 | Ladda upp en bild av detta fornminne      |
| Kareby 29:1                 | Gravfält                    |              | Kareby, Bohuslän    |       | 57.890507, 11.891538 | 10155900290001 | Ladda upp en bild av detta fornminne      |
| Kareby 30:1                 | Hög                         |              | Kareby, Bohuslän    |       | 57.888421, 11.891689 | 10155900300001 | Ladda upp en bild av detta fornminne      |
| Kareby 31:1                 | Hällristning                |              | Kareby, Bohuslän    |       | 57.885406, 11.897920 | 10155900310001 | Ladda upp en bild av detta fornminne      |
| Kareby 32:1                 | Stensättning                |              | Kareby, Bohuslän    |       | 57.904179, 11.908999 | 10155900320001 | Ladda upp en bild av detta fornminne      |
| Kareby 33:1                 | Hög                         |              | Kareby, Bohuslän    |       | 57.903186, 11.908468 | 10155900330001 | Ladda upp en bild av detta fornminne      |
| Kareby 33:2                 | Stensättning                |              | Kareby, Bohuslän    |       | 57.903058, 11.908396 | 10155900330002 | Ladda upp en bild av detta fornminne      |
| Kareby 33:3                 | Stensättning                |              | Kareby, Bohuslän    |       | 57.902636, 11.908151 | 10155900330003 | Ladda upp en bild av detta fornminne      |
| Kareby 35:1                 | Gravfält                    |              | Kareby, Bohuslän    |       | 57.893225, 11.918331 | 10155900350001 | Ladda upp en bild av detta fornminne      |
| Kareby 37:1                 | Röse                        |              | Kareby, Bohuslän    |       | 57.884698, 11.923515 | 10155900370001 | Ladda upp en bild av detta fornminne      |
| Kareby 38:1                 | Hällristning                |              | Kareby, Bohuslän    |       | 57.925162, 11.971568 | 10155900380001 | Ladda upp en bild av detta fornminne      |
| Kareby 39:1                 | Grav markerad av sten/block |              | Kareby, Bohuslän    |       | 57.925145, 11.968806 | 10155900390001 | Ladda upp en bild av detta fornminne      |
| Gyrome altare (Kareby 41:1) | Stenkammargrav              |              | Kareby, Bohuslän    |       | 57.920923, 11.966369 | 10155900410001 | Ladda upp en bild av detta fornminne      |
| Gyrome altare (Kareby 41:2) | Hällristning                |              | Kareby, Bohuslän    |       | 57.920923, 11.966369 | 10155900410002 | Ladda upp en bild av detta fornminne      |
| Kareby 42:1                 | Stensättning                |              | Kareby, Bohuslän    |       | 57.914804, 11.867943 | 10155900420001 | Ladda upp en bild av detta fornminne      |
| Kareby 43:1                 | Stensättning                |              | Kareby, Bohuslän    |       | 57.916127, 11.870624 | 10155900430001 | Ladda upp en bild av detta fornminne      |
| Kareby 43:2                 | Stensättning                |              | Kareby, Bohuslän    |       | 57.916190, 11.870442 | 10155900430002 | Ladda upp en bild av detta fornminne      |
| Kareby 44:1                 | Gravfält                    |              | Kareby, Bohuslän    |       | 57.912325, 11.875388 | 10155900440001 | Ladda upp en bild av detta fornminne      |
| Kareby 45:1                 | Stensättning                |              | Kareby, Bohuslän    |       | 57.891520, 11.890396 | 10155900450001 | Ladda upp en bild av detta fornminne      |
| Kareby 45:2                 | Stensättning                |              | Kareby, Bohuslän    |       | 57.891404, 11.890401 | 10155900450002 | Ladda upp en bild av detta fornminne      |
| Kareby 47:1                 | Stensättning                |              | Kareby, Bohuslän    |       | 57.888975, 11.894616 | 10155900470001 | Ladda upp en bild av detta fornminne      |
| Kareby 48:1                 | Stensättning                |              | Kareby, Bohuslän    |       | 57.889810, 11.894380 | 10155900480001 | Ladda upp en bild av detta fornminne      |
| Kareby 50:1                 | Gravfält                    |              | Kareby, Bohuslän    |       | 57.894249, 11.920716 | 10155900500001 | Ladda upp en bild av detta fornminne      |
| Kareby 51:1                 | Stensättning                |              | Kareby, Bohuslän    |       | 57.890316, 11.907531 | 10155900510001 | Ladda upp en bild av detta fornminne      |
| Kareby 51:2                 | Stensättning                |              | Kareby, Bohuslän    |       | 57.890272, 11.907117 | 10155900510002 | Ladda upp en bild av detta fornminne      |
| Kareby 52:1                 | Hällristning                |              | Kareby, Bohuslän    |       | 57.927092, 11.919826 | 10155900520001 | Ladda upp en bild av detta fornminne      |
| Kareby 54:1                 | Gravfält                    |              | Kareby, Bohuslän    |       | 57.912281, 11.975469 | 10155900540001 | Ladda upp en bild av detta fornminne      |
| Kareby 55:1                 | Stensättning                |              | Kareby, Bohuslän    |       | 57.891392, 11.947598 | 10155900550001 | Ladda upp en bild av detta fornminne      |
| Kareby 62:1                 | Stensättning                |              | Kareby, Bohuslän    |       | 57.906743, 11.973458 | 10155900620001 | Ladda upp en bild av detta fornminne      |
| Kareby 101:1                | Hällristning                |              | Kareby, Bohuslän    |       | 57.890059, 11.924454 | 10155901010001 | Ladda upp en bild av detta fornminne      |
| Kareby 105:1                | Stensättning                |              | Kareby, Bohuslän    |       | 57.912415, 11.909501 | 10155901050001 | Ladda upp en bild av detta fornminne      |
| Kareby 109:1                | Stensättning                |              | Kareby, Bohuslän    |       | 57.922482, 11.889036 | 10155901090001 | Ladda upp en bild av detta fornminne      |
| Kareby 110:1                | Stensättning                |              | Kareby, Bohuslän    |       | 57.917511, 11.887585 | 10155901100001 | Ladda upp en bild av detta fornminne      |
| Kareby 110:2                | Stensättning                |              | Kareby, Bohuslän    |       | 57.917507, 11.887417 | 10155901100002 | Ladda upp en bild av detta fornminne      |
| Kareby 111:1                | Hällristning                |              | Kareby, Bohuslän    |       | 57.915340, 11.899192 | 10155901110001 | Ladda upp en bild av detta fornminne      |
| Kareby 113:1                | Stensättning                |              | Kareby, Bohuslän    |       | 57.931436, 11.908349 | 10155901130001 | Ladda upp en bild av detta fornminne      |
| Kareby 113:2                | Stensättning                |              | Kareby, Bohuslän    |       | 57.931423, 11.908205 | 10155901130002 | Ladda upp en bild av detta fornminne      |
| Kareby 116:1                | Stensättning                |              | Kareby, Bohuslän    |       | 57.922034, 11.922061 | 10155901160001 | Ladda upp en bild av detta fornminne      |
| Kareby 117:1                | Stensättning                |              | Kareby, Bohuslän    |       | 57.909782, 11.901583 | 10155901170001 | Ladda upp en bild av detta fornminne      |
| Kareby 120:1                | Stensättning                |              | Kareby, Bohuslän    |       | 57.929982, 11.936469 | 10155901200001 | Ladda upp en bild av detta fornminne      |
| Kareby 122:1                | Stensättning                |              | Kareby, Bohuslän    |       | 57.918328, 11.957460 | 10155901220001 | Ladda upp en bild av detta fornminne      |
| Kareby 122:2                | Stensättning                |              | Kareby, Bohuslän    |       | 57.918138, 11.957113 | 10155901220002 | Ladda upp en bild av detta fornminne      |
| Kareby 125:1                | Stensättning                |              | Kareby, Bohuslän    |       | 57.899859, 11.934147 | 10155901250001 | Ladda upp en bild av detta fornminne      |
| Kareby 126:1                | Stensättning                |              | Kareby, Bohuslän    |       | 57.900059, 11.939672 | 10155901260001 | Ladda upp en bild av detta fornminne      |
| Kareby 128:1                | Stensättning                |              | Kareby, Bohuslän    |       | 57.897127, 11.943111 | 10155901280001 | Ladda upp en bild av detta fornminne      |
| Kareby 138:1                | Hällristning                |              | Kareby, Bohuslän    |       | 57.889629, 11.888183 | 10155901380001 | Ladda upp en bild av detta fornminne      |
| Kareby 140:1                | Hällristning                |              | Kareby, Bohuslän    |       | 57.887241, 11.899518 | 10155901400001 | Ladda upp en bild av detta fornminne      |
| Kareby 140:2                | Hällristning                |              | Kareby, Bohuslän    |       | 57.887112, 11.899332 | 10155901400002 | Ladda upp en bild av detta fornminne      |
| Kareby 141:1                | Hällristning                |              | Kareby, Bohuslän    |       | 57.901851, 11.921978 | 10155901410001 | Ladda upp en bild av detta fornminne      |
| Kareby 141:2                | Hällristning                |              | Kareby, Bohuslän    |       | 57.901851, 11.921978 | 10155901410002 | Ladda upp en bild av detta fornminne      |
| Kareby 141:3                | Hällristning                |              | Kareby, Bohuslän    |       | 57.901851, 11.921978 | 10155901410003 | Ladda upp en bild av detta fornminne      |
| Kareby 142:1                | Hällristning                |              | Kareby, Bohuslän    |       | 57.902433, 11.922910 | 10155901420001 | Ladda upp en bild av detta fornminne      |
| Kareby 143:1                | Hällristning                |              | Kareby, Bohuslän    |       | 57.911353, 11.921645 | 10155901430001 | Ladda upp en bild av detta fornminne      |
| Kareby 144:1                | Hällristning                |              | Kareby, Bohuslän    |       | 57.920074, 11.915745 | 10155901440001 | Ladda upp en bild av detta fornminne      |
| Kareby 145:1                | Hällristning                |              | Kareby, Bohuslän    |       | 57.919746, 11.912061 | 10155901450001 | Ladda upp en bild av detta fornminne      |
| Kareby 146:1                | Hällristning                |              | Kareby, Bohuslän    |       | 57.922896, 11.908927 | 10155901460001 | Ladda upp en bild av detta fornminne      |
| Kareby 146:2                | Hällristning                |              | Kareby, Bohuslän    |       | 57.922955, 11.909002 | 10155901460002 | Ladda upp en bild av detta fornminne      |
| Kareby 147:1                | Hällristning                |              | Kareby, Bohuslän    |       | 57.900529, 11.925722 | 10155901470001 | Ladda upp en bild av detta fornminne      |
| Kareby 148:1                | Hällristning                |              | Kareby, Bohuslän    |       | 57.900127, 11.926253 | 10155901480001 | Ladda upp en bild av detta fornminne      |
| Kareby 149:1                | Hällristning                |              | Kareby, Bohuslän    |       | 57.898149, 11.927409 | 10155901490001 | Ladda upp en bild av detta fornminne      |
| Kareby 150:1                | Hällristning                |              | Kareby, Bohuslän    |       | 57.898110, 11.929503 | 10155901500001 | Ladda upp en bild av detta fornminne      |
| Kareby 151:1                | Hällristning                |              | Kareby, Bohuslän    |       | 57.899282, 11.930676 | 10155901510001 | Ladda upp en bild av detta fornminne      |
| Kareby 151:2                | Hällristning                |              | Kareby, Bohuslän    |       | 57.899175, 11.930249 | 10155901510002 | Ladda upp en bild av detta fornminne      |
| Kareby 151:3                | Hällristning                |              | Kareby, Bohuslän    |       | 57.899179, 11.930076 | 10155901510003 | Ladda upp en bild av detta fornminne      |
| Kareby 152:1                | Hällristning                |              | Kareby, Bohuslän    |       | 57.898307, 11.931372 | 10155901520001 | Ladda upp en bild av detta fornminne      |
| Kareby 153:1                | Hällristning                |              | Kareby, Bohuslän    |       | 57.902935, 11.929341 | 10155901530001 | Ladda upp en bild av detta fornminne      |
| Kareby 153:2                | Hällristning                |              | Kareby, Bohuslän    |       | 57.903048, 11.929460 | 10155901530002 | Ladda upp en bild av detta fornminne      |

## Kungälv
| Namn                         | Lämningstyp  | Tillkomsttid | Historisk indelning | Plats | Läge                 | ID-nr          | Bild                                      |
| ---------------------------- | ------------ | ------------ | ------------------- | ----- | -------------------- | -------------- | ----------------------------------------- |
| Kungälv 6:1                  | Stensättning |              | Kungälv, Bohuslän   |       | 57.877583, 11.989726 | 10156300060001 | Ladda upp en bild av detta fornminne      |
| Kungälv 7:1                  | Gravfält     |              | Kungälv, Bohuslän   |       | 57.877224, 11.991215 | 10156300070001 | Ladda upp en bild av detta fornminne      |
| Bohus fästning (Kungälv 9:1) | Borg         |              | Kungälv, Bohuslän   |       | 57.861804, 11.999706 | 10156300090001 | Ladda upp en till bild av detta fornminne |
| Kungälv 15:1                 | Stensättning |              | Kungälv, Bohuslän   |       | 57.878307, 11.999964 | 10156300150001 | Ladda upp en bild av detta fornminne      |
| Kungälv 16:1                 | Stensättning |              | Kungälv, Bohuslän   |       | 57.880108, 12.017845 | 10156300160001 | Ladda upp en bild av detta fornminne      |
| Kungälv 17:1                 | Stensättning |              | Kungälv, Bohuslän   |       | 57.872078, 12.008468 | 10156300170001 | Ladda upp en bild av detta fornminne      |
| Kungälv 19:1                 | Kyrka/kapell |              | Kungälv, Bohuslän   |       | 57.861847, 11.997943 | 10156300190001 | Ladda upp en bild av detta fornminne      |
| Kungälv 32                   | Gravfält     |              | Kungälv, Bohuslän   |       | 57.875613, 12.010880 | 12000000049877 | Ladda upp en bild av detta fornminne      |

## Lycke
| Namn                              | Lämningstyp                 | Tillkomsttid | Historisk indelning | Plats | Läge                 | ID-nr          | Bild                                 |
| --------------------------------- | --------------------------- | ------------ | ------------------- | ----- | -------------------- | -------------- | ------------------------------------ |
| Lycke 1:1                         | Stensättning                |              | Lycke, Bohuslän     |       | 57.854541, 11.713231 | 10157300010001 | Ladda upp en bild av detta fornminne |
| Lycke 1:2                         | Stensättning                |              | Lycke, Bohuslän     |       | 57.854766, 11.712730 | 10157300010002 | Ladda upp en bild av detta fornminne |
| Lycke 2:1                         | Stensättning                |              | Lycke, Bohuslän     |       | 57.855865, 11.726534 | 10157300020001 | Ladda upp en bild av detta fornminne |
| Lycke 3:1                         | Röse                        |              | Lycke, Bohuslän     |       | 57.856676, 11.730771 | 10157300030001 | Ladda upp en bild av detta fornminne |
| Lycke 4:1                         | Stensättning                |              | Lycke, Bohuslän     |       | 57.864192, 11.768699 | 10157300040001 | Ladda upp en bild av detta fornminne |
| Lycke 5:1                         | Röse                        |              | Lycke, Bohuslän     |       | 57.863472, 11.768229 | 10157300050001 | Ladda upp en bild av detta fornminne |
| St. Ryr (Lycke 7:1)               | Stensättning                |              | Lycke, Bohuslän     |       | 57.868800, 11.756546 | 10157300070001 | Ladda upp en bild av detta fornminne |
| Lycke 8:1                         | Stensättning                |              | Lycke, Bohuslän     |       | 57.874882, 11.778866 | 10157300080001 | Ladda upp en bild av detta fornminne |
| Lycke 9:1                         | Röse                        |              | Lycke, Bohuslän     |       | 57.880945, 11.762013 | 10157300090001 | Ladda upp en bild av detta fornminne |
| Lycke 10:1                        | Stensättning                |              | Lycke, Bohuslän     |       | 57.879416, 11.756343 | 10157300100001 | Ladda upp en bild av detta fornminne |
| Lycke 13:1                        | Gravfält                    |              | Lycke, Bohuslän     |       | 57.874100, 11.760930 | 10157300130001 | Ladda upp en bild av detta fornminne |
| Lycke 14:1                        | Grav markerad av sten/block |              | Lycke, Bohuslän     |       | 57.874726, 11.761338 | 10157300140001 | Ladda upp en bild av detta fornminne |
| Lycke 16:1                        | Stensättning                |              | Lycke, Bohuslän     |       | 57.873973, 11.754988 | 10157300160001 | Ladda upp en bild av detta fornminne |
| Mellan-Ryr (Lycke 17:1)           | Röse                        |              | Lycke, Bohuslän     |       | 57.872185, 11.743113 | 10157300170001 | Ladda upp en bild av detta fornminne |
| Lilla Ryr/Mellan Ryr (Lycke 18:1) | Röse                        |              | Lycke, Bohuslän     |       | 57.874127, 11.746246 | 10157300180001 | Ladda upp en bild av detta fornminne |
| Kung Vites grav (Lycke 19:1)      | Stenkammargrav              |              | Lycke, Bohuslän     |       | 57.881566, 11.760017 | 10157300190001 | Ladda upp en bild av detta fornminne |
| Lycke 22:1                        | Röse                        |              | Lycke, Bohuslän     |       | 57.873699, 11.734899 | 10157300220001 | Ladda upp en bild av detta fornminne |
| Skräddarön (Lycke 26:1)           | Röse                        |              | Lycke, Bohuslän     |       | 57.885117, 11.708735 | 10157300260001 | Ladda upp en bild av detta fornminne |
| Skräddarön (Lycke 27:1)           | Stensättning                |              | Lycke, Bohuslän     |       | 57.881147, 11.703474 | 10157300270001 | Ladda upp en bild av detta fornminne |
| Skräddarön (Lycke 28:1)           | Röse                        |              | Lycke, Bohuslän     |       | 57.881558, 11.698480 | 10157300280001 | Ladda upp en bild av detta fornminne |
| Skräddarön (Lycke 28:2)           | Stensättning                |              | Lycke, Bohuslän     |       | 57.881524, 11.698210 | 10157300280002 | Ladda upp en bild av detta fornminne |
| Västergård (Lycke 29:1)           | Stensättning                |              | Lycke, Bohuslän     |       | 57.886356, 11.727105 | 10157300290001 | Ladda upp en bild av detta fornminne |
| Lycke 34:1                        | Röse                        |              | Lycke, Bohuslän     |       | 57.866589, 11.737150 | 10157300340001 | Ladda upp en bild av detta fornminne |
| Lycke 35:1                        | Röse                        |              | Lycke, Bohuslän     |       | 57.867028, 11.737828 | 10157300350001 | Ladda upp en bild av detta fornminne |
| Lycke 36:1                        | Röse                        |              | Lycke, Bohuslän     |       | 57.865929, 11.733424 | 10157300360001 | Ladda upp en bild av detta fornminne |
| Lycke 36:2                        | Röse                        |              | Lycke, Bohuslän     |       | 57.866122, 11.733206 | 10157300360002 | Ladda upp en bild av detta fornminne |
| Lycke 42:1                        | Stenkrets                   |              | Lycke, Bohuslän     |       | 57.870349, 11.733156 | 10157300420001 | Ladda upp en bild av detta fornminne |
| Lycke 42:2                        | Stensättning                |              | Lycke, Bohuslän     |       | 57.870430, 11.732972 | 10157300420002 | Ladda upp en bild av detta fornminne |
| Lycke 43:1                        | Röse                        |              | Lycke, Bohuslän     |       | 57.853701, 11.693500 | 10157300430001 | Ladda upp en bild av detta fornminne |
| Lycke 43:2                        | Röse                        |              | Lycke, Bohuslän     |       | 57.853557, 11.693590 | 10157300430002 | Ladda upp en bild av detta fornminne |
| Lycke 43:3                        | Röse                        |              | Lycke, Bohuslän     |       | 57.853652, 11.693830 | 10157300430003 | Ladda upp en bild av detta fornminne |
| Lycke 43:4                        | Stensättning                |              | Lycke, Bohuslän     |       | 57.853771, 11.693933 | 10157300430004 | Ladda upp en bild av detta fornminne |
| Lycke 44:1                        | Stensättning                |              | Lycke, Bohuslän     |       | 57.854421, 11.692368 | 10157300440001 | Ladda upp en bild av detta fornminne |
| Lycke 45:1                        | Röse                        |              | Lycke, Bohuslän     |       | 57.850540, 11.688716 | 10157300450001 | Ladda upp en bild av detta fornminne |
| Lycke 45:2                        | Stensättning                |              | Lycke, Bohuslän     |       | 57.850368, 11.688567 | 10157300450002 | Ladda upp en bild av detta fornminne |
| Lycke 45:3                        | Stensättning                |              | Lycke, Bohuslän     |       | 57.850380, 11.688168 | 10157300450003 | Ladda upp en bild av detta fornminne |
| Lycke 46:1                        | Stensättning                |              | Lycke, Bohuslän     |       | 57.852655, 11.677695 | 10157300460001 | Ladda upp en bild av detta fornminne |
| Lycke 46:2                        | Stensättning                |              | Lycke, Bohuslän     |       | 57.852623, 11.677517 | 10157300460002 | Ladda upp en bild av detta fornminne |
| Lycke 47:1                        | Röse                        |              | Lycke, Bohuslän     |       | 57.852094, 11.687094 | 10157300470001 | Ladda upp en bild av detta fornminne |
| Lycke 47:2                        | Röse                        |              | Lycke, Bohuslän     |       | 57.852155, 11.687380 | 10157300470002 | Ladda upp en bild av detta fornminne |
| Lycke 50:1                        | Begravningsplats            |              | Lycke, Bohuslän     |       | 57.874380, 11.728915 | 10157300500001 | Ladda upp en bild av detta fornminne |
| Lycke 51:1                        | Röse                        |              | Lycke, Bohuslän     |       | 57.888003, 11.694035 | 10157300510001 | Ladda upp en bild av detta fornminne |
| Lycke 51:2                        | Röse                        |              | Lycke, Bohuslän     |       | 57.888003, 11.693686 | 10157300510002 | Ladda upp en bild av detta fornminne |
| Lycke 51:3                        | Röse                        |              | Lycke, Bohuslän     |       | 57.887770, 11.693775 | 10157300510003 | Ladda upp en bild av detta fornminne |
| Lycke 52:1                        | Röse                        |              | Lycke, Bohuslän     |       | 57.891788, 11.693183 | 10157300520001 | Ladda upp en bild av detta fornminne |
| Lycke 52:2                        | Stensättning                |              | Lycke, Bohuslän     |       | 57.891790, 11.693446 | 10157300520002 | Ladda upp en bild av detta fornminne |
| Tjuvkils huvud (Lycke 54:1)       | Fornborg                    |              | Lycke, Bohuslän     |       | 57.900676, 11.718057 | 10157300540001 | Ladda upp en bild av detta fornminne |
| Tjuvkils huvud (Lycke 54:2)       | Stensättning                |              | Lycke, Bohuslän     |       | 57.900761, 11.718752 | 10157300540002 | Ladda upp en bild av detta fornminne |
| Lycke 55:1                        | Stensättning                |              | Lycke, Bohuslän     |       | 57.900270, 11.729009 | 10157300550001 | Ladda upp en bild av detta fornminne |
| Heden (Lycke 59:1)                | Gravfält                    |              | Lycke, Bohuslän     |       | 57.889912, 11.641946 | 10157300590001 | Ladda upp en bild av detta fornminne |
| Lycke 60:1                        | Röse                        |              | Lycke, Bohuslän     |       | 57.894466, 11.635966 | 10157300600001 | Ladda upp en bild av detta fornminne |
| Lycke 65:1                        | Röse                        |              | Lycke, Bohuslän     |       | 57.925369, 11.676213 | 10157300650001 | Ladda upp en bild av detta fornminne |
| Lycke 65:2                        | Stensättning                |              | Lycke, Bohuslän     |       | 57.925419, 11.676001 | 10157300650002 | Ladda upp en bild av detta fornminne |
| Lycke 65:3                        | Röse                        |              | Lycke, Bohuslän     |       | 57.925347, 11.676630 | 10157300650003 | Ladda upp en bild av detta fornminne |
| Lycke 66:1                        | Röse                        |              | Lycke, Bohuslän     |       | 57.924632, 11.670992 | 10157300660001 | Ladda upp en bild av detta fornminne |
| Lycke 75:1                        | Röse                        |              | Lycke, Bohuslän     |       | 57.858171, 11.623646 | 10157300750001 | Ladda upp en bild av detta fornminne |
| Lycke 76:1                        | Röse                        |              | Lycke, Bohuslän     |       | 57.854729, 11.627871 | 10157300760001 | Ladda upp en bild av detta fornminne |
| Lycke 77:1                        | Röse                        |              | Lycke, Bohuslän     |       | 57.853701, 11.627985 | 10157300770001 | Ladda upp en bild av detta fornminne |
| Lycke 78:1                        | Röse                        |              | Lycke, Bohuslän     |       | 57.844077, 11.630932 | 10157300780001 | Ladda upp en bild av detta fornminne |
| St. Bärkullen (Lycke 84:1)        | Stensättning                |              | Lycke, Bohuslän     |       | 57.878923, 11.588446 | 10157300840001 | Ladda upp en bild av detta fornminne |
| Bredvik (Lycke 96:1)              | Hög                         |              | Lycke, Bohuslän     |       | 57.871023, 11.620937 | 10157300960001 | Ladda upp en bild av detta fornminne |
| Lycke 106:1                       | Stensättning                |              | Lycke, Bohuslän     |       | 57.875115, 11.721531 | 10157301060001 | Ladda upp en bild av detta fornminne |
| Lycke 108:1                       | Stensättning                |              | Lycke, Bohuslän     |       | 57.898645, 11.713723 | 10157301080001 | Ladda upp en bild av detta fornminne |
| Lycke 113:1                       | Fiskeläge                   |              | Lycke, Bohuslän     |       | 57.845025, 11.624290 | 10157301130001 | Ladda upp en bild av detta fornminne |

## Marstrand
| Namn                              | Lämningstyp             | Tillkomsttid | Historisk indelning | Plats | Läge                 | ID-nr          | Bild                                      |
| --------------------------------- | ----------------------- | ------------ | ------------------- | ----- | -------------------- | -------------- | ----------------------------------------- |
| Gustavsborg (Marstrand 6:1)       | Fästning/skans          |              | Marstrand, Bohuslän |       | 57.883024, 11.582197 | 10157700060001 | Ladda upp en bild av detta fornminne      |
| N.a Strandverket (Marstrand 11:1) | Fästning/skans          |              | Marstrand, Bohuslän |       | 57.889029, 11.581146 | 10157700110001 | Ladda upp en till bild av detta fornminne |
| Marstrand 12:1                    | Begravningsplats        |              | Marstrand, Bohuslän |       | 57.892538, 11.595703 | 10157700120001 | Ladda upp en bild av detta fornminne      |
| Danska utkiken (Marstrand 17:1)   | Röse                    |              | Marstrand, Bohuslän |       | 57.894092, 11.624651 | 10157700170001 | Ladda upp en till bild av detta fornminne |
| Danska utkiken (Marstrand 17:2)   | Röse                    |              | Marstrand, Bohuslän |       | 57.893998, 11.624026 | 10157700170002 | Ladda upp en bild av detta fornminne      |
| Tornviken (Marstrand 54:1)        | Fiskeläge               |              | Marstrand, Bohuslän |       | 57.886189, 11.636200 | 10157700540001 | Ladda upp en bild av detta fornminne      |
| Marstrand 91                      | Husgrund, historisk tid |              | Marstrand, Bohuslän |       | 57.886576, 11.579211 | 12000000068417 | Ladda upp en bild av detta fornminne      |

## Romelanda
| Namn            | Lämningstyp  | Tillkomsttid | Historisk indelning | Plats | Läge                 | ID-nr          | Bild                                 |
| --------------- | ------------ | ------------ | ------------------- | ----- | -------------------- | -------------- | ------------------------------------ |
| Romelanda 1:1   | Gravfält     |              | Romelanda, Bohuslän |       | 57.937103, 12.048603 | 10158800010001 | Ladda upp en bild av detta fornminne |
| Romelanda 2:1   | Hög          |              | Romelanda, Bohuslän |       | 57.934374, 12.050648 | 10158800020001 | Ladda upp en bild av detta fornminne |
| Romelanda 4:1   | Gravfält     |              | Romelanda, Bohuslän |       | 57.939920, 12.011428 | 10158800040001 | Ladda upp en bild av detta fornminne |
| Romelanda 6:1   | Gravfält     |              | Romelanda, Bohuslän |       | 57.915949, 12.004115 | 10158800060001 | Ladda upp en bild av detta fornminne |
| Romelanda 7:1   | Stensättning |              | Romelanda, Bohuslän |       | 57.918361, 12.003987 | 10158800070001 | Ladda upp en bild av detta fornminne |
| Romelanda 8:1   | Stensättning |              | Romelanda, Bohuslän |       | 57.960568, 12.084457 | 10158800080001 | Ladda upp en bild av detta fornminne |
| Romelanda 9:1   | Stensättning |              | Romelanda, Bohuslän |       | 57.959913, 12.084169 | 10158800090001 | Ladda upp en bild av detta fornminne |
| Romelanda 9:2   | Stensättning |              | Romelanda, Bohuslän |       | 57.959825, 12.084130 | 10158800090002 | Ladda upp en bild av detta fornminne |
| Romelanda 10:1  | Fornborg     |              | Romelanda, Bohuslän |       | 57.903536, 12.016071 | 10158800100001 | Ladda upp en bild av detta fornminne |
| Romelanda 11:1  | Stensättning |              | Romelanda, Bohuslän |       | 57.934493, 12.035089 | 10158800110001 | Ladda upp en bild av detta fornminne |
| Romelanda 11:2  | Stensättning |              | Romelanda, Bohuslän |       | 57.934601, 12.034685 | 10158800110002 | Ladda upp en bild av detta fornminne |
| Romelanda 11:3  | Stensättning |              | Romelanda, Bohuslän |       | 57.934571, 12.035161 | 10158800110003 | Ladda upp en bild av detta fornminne |
| Romelanda 12:1  | Stensättning |              | Romelanda, Bohuslän |       | 57.936089, 12.034534 | 10158800120001 | Ladda upp en bild av detta fornminne |
| Romelanda 12:2  | Stensättning |              | Romelanda, Bohuslän |       | 57.936147, 12.034716 | 10158800120002 | Ladda upp en bild av detta fornminne |
| Romelanda 13:1  | Stensättning |              | Romelanda, Bohuslän |       | 57.935957, 12.035123 | 10158800130001 | Ladda upp en bild av detta fornminne |
| Romelanda 16:1  | Stensättning |              | Romelanda, Bohuslän |       | 57.926531, 12.026057 | 10158800160001 | Ladda upp en bild av detta fornminne |
| Romelanda 60:1  | Röse         |              | Romelanda, Bohuslän |       | 57.925694, 12.037184 | 10158800600001 | Ladda upp en bild av detta fornminne |
| Romelanda 64:1  | Stensättning |              | Romelanda, Bohuslän |       | 57.961056, 12.084877 | 10158800640001 | Ladda upp en bild av detta fornminne |
| Romelanda 65:1  | Stensättning |              | Romelanda, Bohuslän |       | 57.951387, 12.049540 | 10158800650001 | Ladda upp en bild av detta fornminne |
| Romelanda 67:1  | Stensättning |              | Romelanda, Bohuslän |       | 57.903318, 12.015671 | 10158800670001 | Ladda upp en bild av detta fornminne |
| Romelanda 67:2  | Stensättning |              | Romelanda, Bohuslän |       | 57.903160, 12.015561 | 10158800670002 | Ladda upp en bild av detta fornminne |
| Romelanda 73:1  | Röse         |              | Romelanda, Bohuslän |       | 57.966557, 12.093198 | 10158800730001 | Ladda upp en bild av detta fornminne |
| Romelanda 175:1 | Kvarn        |              | Romelanda, Bohuslän |       | 57.952802, 12.049327 | 10158801750001 | Ladda upp en bild av detta fornminne |
| Romelanda 175:2 | Kvarn        |              | Romelanda, Bohuslän |       | 57.952008, 12.048130 | 10158801750002 | Ladda upp en bild av detta fornminne |
| Romelanda 175:3 | Kvarn        |              | Romelanda, Bohuslän |       | 57.951934, 12.047690 | 10158801750003 | Ladda upp en bild av detta fornminne |
| Romelanda 175:4 | Kvarn        |              | Romelanda, Bohuslän |       | 57.951594, 12.047052 | 10158801750004 | Ladda upp en bild av detta fornminne |
| Romelanda 175:5 | Kvarn        |              | Romelanda, Bohuslän |       | 57.951492, 12.046784 | 10158801750005 | Ladda upp en bild av detta fornminne |
| Romelanda 176:1 | Kvarn        |              | Romelanda, Bohuslän |       | 57.921558, 12.021313 | 10158801760001 | Ladda upp en bild av detta fornminne |
| Romelanda 176:2 | Kvarn        |              | Romelanda, Bohuslän |       | 57.921638, 12.021920 | 10158801760002 | Ladda upp en bild av detta fornminne |
| Romelanda 176:3 | Kvarn        |              | Romelanda, Bohuslän |       | 57.921594, 12.022307 | 10158801760003 | Ladda upp en bild av detta fornminne |
| Romelanda 176:4 | Kvarn        |              | Romelanda, Bohuslän |       | 57.921623, 12.022607 | 10158801760004 | Ladda upp en bild av detta fornminne |
| Romelanda 177   | Hällristning |              | Romelanda, Bohuslän |       | 57.949979, 12.053664 | 12000000007043 | Ladda upp en bild av detta fornminne |

## Solberga
| Namn                        | Lämningstyp                 | Tillkomsttid | Historisk indelning | Plats | Läge                 | ID-nr          | Bild                                      |
| --------------------------- | --------------------------- | ------------ | ------------------- | ----- | -------------------- | -------------- | ----------------------------------------- |
| Valborgs Rös (Solberga 1:1) | Röse                        |              | Solberga, Bohuslän  |       | 57.961059, 11.758696 | 10159700010001 | Ladda upp en bild av detta fornminne      |
| Solberga 2:1                | Röse                        |              | Solberga, Bohuslän  |       | 57.962522, 11.756686 | 10159700020001 | Ladda upp en bild av detta fornminne      |
| Solberga 3:1                | Röse                        |              | Solberga, Bohuslän  |       | 57.962740, 11.755132 | 10159700030001 | Ladda upp en bild av detta fornminne      |
| Solberga 3:2                | Röse                        |              | Solberga, Bohuslän  |       | 57.962817, 11.755361 | 10159700030002 | Ladda upp en bild av detta fornminne      |
| Solberga 4:1                | Stensättning                |              | Solberga, Bohuslän  |       | 57.952830, 11.758257 | 10159700040001 | Ladda upp en bild av detta fornminne      |
| Kyrkogården (Solberga 5:1)  | Gravfält                    |              | Solberga, Bohuslän  |       | 57.956970, 11.795200 | 10159700050001 | Ladda upp en bild av detta fornminne      |
| Solberga 6:1                | Stensättning                |              | Solberga, Bohuslän  |       | 57.958586, 11.801718 | 10159700060001 | Ladda upp en bild av detta fornminne      |
| Solberga 6:2                | Stensättning                |              | Solberga, Bohuslän  |       | 57.958527, 11.801992 | 10159700060002 | Ladda upp en bild av detta fornminne      |
| Solberga 7:1                | Stenkammargrav              |              | Solberga, Bohuslän  |       | 57.963409, 11.798703 | 10159700070001 | Ladda upp en bild av detta fornminne      |
| Solberga 8:1                | Gravfält                    |              | Solberga, Bohuslän  |       | 57.967012, 11.812315 | 10159700080001 | Ladda upp en bild av detta fornminne      |
| Solberga 9:1                | Stensättning                |              | Solberga, Bohuslän  |       | 57.958240, 11.829661 | 10159700090001 | Ladda upp en bild av detta fornminne      |
| Solberga 10:1               | Stensättning                |              | Solberga, Bohuslän  |       | 57.960455, 11.826968 | 10159700100001 | Ladda upp en bild av detta fornminne      |
| Solberga 12:1               | Röse                        |              | Solberga, Bohuslän  |       | 57.936063, 11.756523 | 10159700120001 | Ladda upp en bild av detta fornminne      |
| Solberga 13:1               | Stensättning                |              | Solberga, Bohuslän  |       | 57.934245, 11.752851 | 10159700130001 | Ladda upp en bild av detta fornminne      |
| Solberga 15:1               | Gravfält                    |              | Solberga, Bohuslän  |       | 57.931899, 11.770558 | 10159700150001 | Ladda upp en bild av detta fornminne      |
| Solberga 16:1               | Stensättning                |              | Solberga, Bohuslän  |       | 57.933667, 11.770504 | 10159700160001 | Ladda upp en bild av detta fornminne      |
| Solberga 17:1               | Stensättning                |              | Solberga, Bohuslän  |       | 57.942120, 11.784939 | 10159700170001 | Ladda upp en bild av detta fornminne      |
| Solberga 17:2               | Stensättning                |              | Solberga, Bohuslän  |       | 57.942158, 11.784705 | 10159700170002 | Ladda upp en bild av detta fornminne      |
| Solberga 17:3               | Stensättning                |              | Solberga, Bohuslän  |       | 57.942067, 11.785173 | 10159700170003 | Ladda upp en bild av detta fornminne      |
| Solberga 18:1               | Stenkammargrav              |              | Solberga, Bohuslän  |       | 57.966729, 11.800782 | 10159700180001 | Ladda upp en bild av detta fornminne      |
| Solberga 19:1               | Stensättning                |              | Solberga, Bohuslän  |       | 57.966984, 11.802558 | 10159700190001 | Ladda upp en bild av detta fornminne      |
| Solberga 20:1               | Stensättning                |              | Solberga, Bohuslän  |       | 57.954132, 11.796883 | 10159700200001 | Ladda upp en bild av detta fornminne      |
| Solberga 22:1               | Stensättning                |              | Solberga, Bohuslän  |       | 57.953642, 11.792976 | 10159700220001 | Ladda upp en bild av detta fornminne      |
| Solberga 23:1               | Stensättning                |              | Solberga, Bohuslän  |       | 57.954937, 11.791173 | 10159700230001 | Ladda upp en bild av detta fornminne      |
| Solberga 23:2               | Stensättning                |              | Solberga, Bohuslän  |       | 57.954914, 11.790679 | 10159700230002 | Ladda upp en bild av detta fornminne      |
| Solberga 24:1               | Gravfält                    |              | Solberga, Bohuslän  |       | 57.954786, 11.788777 | 10159700240001 | Ladda upp en bild av detta fornminne      |
| Solberga 25:1               | Hög                         |              | Solberga, Bohuslän  |       | 57.954088, 11.787686 | 10159700250001 | Ladda upp en bild av detta fornminne      |
| Solberga 25:2               | Stensättning                |              | Solberga, Bohuslän  |       | 57.953913, 11.787704 | 10159700250002 | Ladda upp en bild av detta fornminne      |
| Solberga 26:1               | Röse                        |              | Solberga, Bohuslän  |       | 57.963179, 11.754122 | 10159700260001 | Ladda upp en bild av detta fornminne      |
| Solberga 31:1               | Gravfält                    |              | Solberga, Bohuslän  |       | 57.953061, 11.804195 | 10159700310001 | Ladda upp en bild av detta fornminne      |
| Solberga 32:1               | Gravfält                    |              | Solberga, Bohuslän  |       | 57.953330, 11.805687 | 10159700320001 | Ladda upp en bild av detta fornminne      |
| Solberga 35:1               | Gravfält                    |              | Solberga, Bohuslän  |       | 57.946493, 11.805317 | 10159700350001 | Ladda upp en bild av detta fornminne      |
| Solberga 36:1               | Gravfält                    |              | Solberga, Bohuslän  |       | 57.947207, 11.806845 | 10159700360001 | Ladda upp en bild av detta fornminne      |
| Solberga 37:1               | Gravfält                    |              | Solberga, Bohuslän  |       | 57.945342, 11.807157 | 10159700370001 | Ladda upp en bild av detta fornminne      |
| Solberga 38:1               | Gravfält                    |              | Solberga, Bohuslän  |       | 57.945661, 11.807925 | 10159700380001 | Ladda upp en bild av detta fornminne      |
| Solberga 39:1               | Hög                         |              | Solberga, Bohuslän  |       | 57.944879, 11.809311 | 10159700390001 | Ladda upp en bild av detta fornminne      |
| Solberga 40:1               | Gravfält                    |              | Solberga, Bohuslän  |       | 57.944299, 11.809969 | 10159700400001 | Ladda upp en bild av detta fornminne      |
| Solberga 40:2               | Hög                         |              | Solberga, Bohuslän  |       | 57.944047, 11.810424 | 10159700400002 | Ladda upp en bild av detta fornminne      |
| Solberga 41:1               | Hög                         |              | Solberga, Bohuslän  |       | 57.945829, 11.812526 | 10159700410001 | Ladda upp en bild av detta fornminne      |
| Solberga 42:1               | Hög                         |              | Solberga, Bohuslän  |       | 57.947045, 11.801604 | 10159700420001 | Ladda upp en bild av detta fornminne      |
| Solberga 43:1               | Hög                         |              | Solberga, Bohuslän  |       | 57.947319, 11.798916 | 10159700430001 | Ladda upp en bild av detta fornminne      |
| Solberga 45:1               | Gravfält                    |              | Solberga, Bohuslän  |       | 57.941730, 11.805176 | 10159700450001 | Ladda upp en till bild av detta fornminne |
| Solberga 46:1               | Stensättning                |              | Solberga, Bohuslän  |       | 57.942062, 11.805363 | 10159700460001 | Ladda upp en bild av detta fornminne      |
| Solberga 46:2               | Stensättning                |              | Solberga, Bohuslän  |       | 57.942178, 11.805480 | 10159700460002 | Ladda upp en bild av detta fornminne      |
| Solberga 46:3               | Stensättning                |              | Solberga, Bohuslän  |       | 57.942239, 11.805656 | 10159700460003 | Ladda upp en bild av detta fornminne      |
| Solberga 46:4               | Stensättning                |              | Solberga, Bohuslän  |       | 57.942114, 11.805644 | 10159700460004 | Ladda upp en bild av detta fornminne      |
| Solberga 48:1               | Stensättning                |              | Solberga, Bohuslän  |       | 57.941854, 11.806237 | 10159700480001 | Ladda upp en bild av detta fornminne      |
| Solberga 48:2               | Stensättning                |              | Solberga, Bohuslän  |       | 57.941689, 11.806378 | 10159700480002 | Ladda upp en bild av detta fornminne      |
| Solberga 49:1               | Gravfält                    |              | Solberga, Bohuslän  |       | 57.939013, 11.801452 | 10159700490001 | Ladda upp en bild av detta fornminne      |
| Solberga 50:1               | Hällristning                |              | Solberga, Bohuslän  |       | 57.954446, 11.781681 | 10159700500001 | Ladda upp en bild av detta fornminne      |
| Solberga 52:1               | Stensättning                |              | Solberga, Bohuslän  |       | 57.925564, 11.843515 | 10159700520001 | Ladda upp en bild av detta fornminne      |
| Solberga 53:1               | Gravfält                    |              | Solberga, Bohuslän  |       | 57.927541, 11.848023 | 10159700530001 | Ladda upp en bild av detta fornminne      |
| Solberga 54:1               | Gravfält                    |              | Solberga, Bohuslän  |       | 57.927324, 11.845979 | 10159700540001 | Ladda upp en bild av detta fornminne      |
| Solberga 57:1               | Stensättning                |              | Solberga, Bohuslän  |       | 57.933740, 11.853986 | 10159700570001 | Ladda upp en bild av detta fornminne      |
| Solberga 58:1               | Stensättning                |              | Solberga, Bohuslän  |       | 57.934158, 11.855339 | 10159700580001 | Ladda upp en bild av detta fornminne      |
| Solberga 60:1               | Grav markerad av sten/block |              | Solberga, Bohuslän  |       | 57.935716, 11.851432 | 10159700600001 | Ladda upp en bild av detta fornminne      |
| Solberga 61:1               | Stensättning                |              | Solberga, Bohuslän  |       | 57.939685, 11.845522 | 10159700610001 | Ladda upp en bild av detta fornminne      |
| Solberga 64:1               | Röse                        |              | Solberga, Bohuslän  |       | 57.933067, 11.882258 | 10159700640001 | Ladda upp en bild av detta fornminne      |
| Solberga 66:1               | Gravfält                    |              | Solberga, Bohuslän  |       | 57.932326, 11.886175 | 10159700660001 | Ladda upp en bild av detta fornminne      |
| Solberga 67:1               | Stensättning                |              | Solberga, Bohuslän  |       | 57.933877, 11.893761 | 10159700670001 | Ladda upp en bild av detta fornminne      |
| Solberga 68:1               | Stensättning                |              | Solberga, Bohuslän  |       | 57.932802, 11.893019 | 10159700680001 | Ladda upp en bild av detta fornminne      |
| Solberga 69:1               | Fornborg                    |              | Solberga, Bohuslän  |       | 57.936509, 11.880383 | 10159700690001 | Ladda upp en bild av detta fornminne      |
| Solberga 70:1               | Röse                        |              | Solberga, Bohuslän  |       | 57.941543, 11.870091 | 10159700700001 | Ladda upp en bild av detta fornminne      |
| Solberga 75:1               | Stensättning                |              | Solberga, Bohuslän  |       | 57.952971, 11.848322 | 10159700750001 | Ladda upp en bild av detta fornminne      |
| Solberga 76:1               | Röse                        |              | Solberga, Bohuslän  |       | 57.953037, 11.841738 | 10159700760001 | Ladda upp en bild av detta fornminne      |
| Solberga 76:2               | Stensättning                |              | Solberga, Bohuslän  |       | 57.953160, 11.842281 | 10159700760002 | Ladda upp en bild av detta fornminne      |
| Solberga 78:1               | Stensättning                |              | Solberga, Bohuslän  |       | 57.957686, 11.841537 | 10159700780001 | Ladda upp en bild av detta fornminne      |
| Solberga 79:1               | Stensättning                |              | Solberga, Bohuslän  |       | 57.956235, 11.835277 | 10159700790001 | Ladda upp en bild av detta fornminne      |
| Solberga 84:1               | Stensättning                |              | Solberga, Bohuslän  |       | 57.949935, 11.861586 | 10159700840001 | Ladda upp en bild av detta fornminne      |
| Solberga 88:1               | Gravfält                    |              | Solberga, Bohuslän  |       | 57.951822, 11.880329 | 10159700880001 | Ladda upp en bild av detta fornminne      |
| Solberga 90:1               | Stensättning                |              | Solberga, Bohuslän  |       | 57.944546, 11.893973 | 10159700900001 | Ladda upp en bild av detta fornminne      |
| Solberga 90:2               | Stensättning                |              | Solberga, Bohuslän  |       | 57.944491, 11.893619 | 10159700900002 | Ladda upp en bild av detta fornminne      |
| Solberga 91:1               | Stensättning                |              | Solberga, Bohuslän  |       | 57.943293, 11.908311 | 10159700910001 | Ladda upp en bild av detta fornminne      |
| Solberga 91:2               | Stensättning                |              | Solberga, Bohuslän  |       | 57.943159, 11.908409 | 10159700910002 | Ladda upp en bild av detta fornminne      |
| Solberga 93:1               | Gravfält                    |              | Solberga, Bohuslän  |       | 57.939884, 11.887634 | 10159700930001 | Ladda upp en bild av detta fornminne      |
| Solberga 95:1               | Gravfält                    |              | Solberga, Bohuslän  |       | 57.938609, 11.894201 | 10159700950001 | Ladda upp en bild av detta fornminne      |
| Solberga 96:1               | Gravfält                    |              | Solberga, Bohuslän  |       | 57.943986, 11.906859 | 10159700960001 | Ladda upp en bild av detta fornminne      |
| Solberga 97:1               | Stensättning                |              | Solberga, Bohuslän  |       | 57.943259, 11.909384 | 10159700970001 | Ladda upp en bild av detta fornminne      |
| Solberga 97:2               | Stenkrets                   |              | Solberga, Bohuslän  |       | 57.943367, 11.909232 | 10159700970002 | Ladda upp en bild av detta fornminne      |
| Solberga 101:1              | Stensättning                |              | Solberga, Bohuslän  |       | 57.939736, 11.805503 | 10159701010001 | Ladda upp en bild av detta fornminne      |
| Solberga 103:1              | Hög                         |              | Solberga, Bohuslän  |       | 57.938916, 11.818654 | 10159701030001 | Ladda upp en bild av detta fornminne      |
| Solberga 107:1              | Grav markerad av sten/block |              | Solberga, Bohuslän  |       | 57.950589, 11.829247 | 10159701070001 | Ladda upp en bild av detta fornminne      |
| Solberga 107:2              | Grav markerad av sten/block |              | Solberga, Bohuslän  |       | 57.950561, 11.829467 | 10159701070002 | Ladda upp en bild av detta fornminne      |
| Solberga 109:1              | Gravfält                    |              | Solberga, Bohuslän  |       | 57.926524, 11.793105 | 10159701090001 | Ladda upp en bild av detta fornminne      |
| Solberga 110:1              | Röse                        |              | Solberga, Bohuslän  |       | 57.920170, 11.739769 | 10159701100001 | Ladda upp en bild av detta fornminne      |
| Solberga 113:1              | Röse                        |              | Solberga, Bohuslän  |       | 57.938808, 11.747355 | 10159701130001 | Ladda upp en bild av detta fornminne      |
| Solberga 114:1              | Röse                        |              | Solberga, Bohuslän  |       | 57.939512, 11.752231 | 10159701140001 | Ladda upp en bild av detta fornminne      |
| Solberga 115:1              | Stensättning                |              | Solberga, Bohuslän  |       | 57.938829, 11.752552 | 10159701150001 | Ladda upp en bild av detta fornminne      |
| Solberga 116:1              | Röse                        |              | Solberga, Bohuslän  |       | 57.935980, 11.735448 | 10159701160001 | Ladda upp en bild av detta fornminne      |
| Solberga 116:2              | Stensättning                |              | Solberga, Bohuslän  |       | 57.936058, 11.735266 | 10159701160002 | Ladda upp en bild av detta fornminne      |
| Solberga 117:1              | Hällristning                |              | Solberga, Bohuslän  |       | 57.944660, 11.723171 | 10159701170001 | Ladda upp en bild av detta fornminne      |
| Rönvarn (Solberga 118:1)    | Röse                        |              | Solberga, Bohuslän  |       | 57.916078, 11.761687 | 10159701180001 | Ladda upp en bild av detta fornminne      |
| Solberga 119:1              | Röse                        |              | Solberga, Bohuslän  |       | 57.914239, 11.767645 | 10159701190001 | Ladda upp en bild av detta fornminne      |
| Solberga 120:1              | Stenkammargrav              |              | Solberga, Bohuslän  |       | 57.917042, 11.798089 | 10159701200001 | Ladda upp en bild av detta fornminne      |
| Solberga 121:1              | Röse                        |              | Solberga, Bohuslän  |       | 57.929032, 11.808848 | 10159701210001 | Ladda upp en bild av detta fornminne      |
| Solberga 121:2              | Röse                        |              | Solberga, Bohuslän  |       | 57.928831, 11.808992 | 10159701210002 | Ladda upp en bild av detta fornminne      |
| Solberga 126:1              | Gravfält                    |              | Solberga, Bohuslän  |       | 57.919497, 11.806086 | 10159701260001 | Ladda upp en bild av detta fornminne      |
| Solberga 129:1              | Hällristning                |              | Solberga, Bohuslän  |       | 57.922901, 11.807740 | 10159701290001 | Ladda upp en bild av detta fornminne      |
| Solberga 132:1              | Hög                         |              | Solberga, Bohuslän  |       | 57.924303, 11.810457 | 10159701320001 | Ladda upp en bild av detta fornminne      |
| Solberga 133:1              | Stensättning                |              | Solberga, Bohuslän  |       | 57.922113, 11.814520 | 10159701330001 | Ladda upp en bild av detta fornminne      |
| Solberga 133:2              | Stensättning                |              | Solberga, Bohuslän  |       | 57.922080, 11.815253 | 10159701330002 | Ladda upp en bild av detta fornminne      |
| Solberga 134:1              | Röse                        |              | Solberga, Bohuslän  |       | 57.919812, 11.819539 | 10159701340001 | Ladda upp en till bild av detta fornminne |
| Solberga 134:2              | Röse                        |              | Solberga, Bohuslän  |       | 57.919226, 11.819667 | 10159701340002 | Ladda upp en bild av detta fornminne      |
| Solberga 134:3              | Stensättning                |              | Solberga, Bohuslän  |       | 57.919478, 11.819420 | 10159701340003 | Ladda upp en bild av detta fornminne      |
| Solberga 135:1              | Stensättning                |              | Solberga, Bohuslän  |       | 57.923159, 11.814327 | 10159701350001 | Ladda upp en bild av detta fornminne      |
| Solberga 136:1              | Begravningsplats            |              | Solberga, Bohuslän  |       | 57.921463, 11.817305 | 10159701360001 | Ladda upp en bild av detta fornminne      |
| Solberga 137:1              | Hällristning                |              | Solberga, Bohuslän  |       | 57.923693, 11.819661 | 10159701370001 | Ladda upp en bild av detta fornminne      |
| Solberga 137:2              | Hällristning                |              | Solberga, Bohuslän  |       | 57.923693, 11.819661 | 10159701370002 | Ladda upp en bild av detta fornminne      |
| Guldhög (Solberga 138:1)    | Hög                         |              | Solberga, Bohuslän  |       | 57.921362, 11.837923 | 10159701380001 | Ladda upp en bild av detta fornminne      |
| Guldhög (Solberga 138:2)    | Hög                         |              | Solberga, Bohuslän  |       | 57.921493, 11.838136 | 10159701380002 | Ladda upp en bild av detta fornminne      |
| Solberga 139:1              | Stensättning                |              | Solberga, Bohuslän  |       | 57.927256, 11.820544 | 10159701390001 | Ladda upp en bild av detta fornminne      |
| Solberga 152:1              | Gravfält                    |              | Solberga, Bohuslän  |       | 57.938003, 11.949893 | 10159701520001 | Ladda upp en bild av detta fornminne      |
| Solberga 152:2              | Stensättning                |              | Solberga, Bohuslän  |       | 57.938436, 11.950510 | 10159701520002 | Ladda upp en bild av detta fornminne      |
| Solberga 152:3              | Stensättning                |              | Solberga, Bohuslän  |       | 57.938423, 11.950238 | 10159701520003 | Ladda upp en bild av detta fornminne      |
| Solberga 155:1              | Fornborg                    |              | Solberga, Bohuslän  |       | 57.934582, 11.917893 | 10159701550001 | Ladda upp en bild av detta fornminne      |
| Solberga 156:1              | Stensättning                |              | Solberga, Bohuslän  |       | 57.953054, 11.903544 | 10159701560001 | Ladda upp en bild av detta fornminne      |
| Solberga 157:1              | Fornborg                    |              | Solberga, Bohuslän  |       | 57.952849, 11.884953 | 10159701570001 | Ladda upp en bild av detta fornminne      |
| Solberga 190:1              | Stensättning                |              | Solberga, Bohuslän  |       | 57.921174, 11.819174 | 10159701900001 | Ladda upp en bild av detta fornminne      |
| Solberga 204:1              | Hög                         |              | Solberga, Bohuslän  |       | 57.954375, 11.791603 | 10159702040001 | Ladda upp en bild av detta fornminne      |
| Solberga 205:1              | Stensättning                |              | Solberga, Bohuslän  |       | 57.952043, 11.751700 | 10159702050001 | Ladda upp en bild av detta fornminne      |
| Solberga 210:1              | Hällristning                |              | Solberga, Bohuslän  |       | 57.966718, 11.818457 | 10159702100001 | Ladda upp en bild av detta fornminne      |
| Solberga 213:1              | Hällristning                |              | Solberga, Bohuslän  |       | 57.966415, 11.820470 | 10159702130001 | Ladda upp en bild av detta fornminne      |
| Solberga 213:2              | Hällristning                |              | Solberga, Bohuslän  |       | 57.966332, 11.820599 | 10159702130002 | Ladda upp en bild av detta fornminne      |
| Solberga 213:3              | Hällristning                |              | Solberga, Bohuslän  |       | 57.966332, 11.820599 | 10159702130003 | Ladda upp en bild av detta fornminne      |
| Solberga 226:1              | Grav markerad av sten/block |              | Solberga, Bohuslän  |       | 57.936742, 11.846794 | 10159702260001 | Ladda upp en bild av detta fornminne      |
| Solberga 258:1              | Hällristning                |              | Solberga, Bohuslän  |       | 57.935558, 11.826917 | 10159702580001 | Ladda upp en bild av detta fornminne      |
| Solberga 262:2              | Hällristning                |              | Solberga, Bohuslän  |       | 57.944305, 11.826857 | 10159702620002 | Ladda upp en bild av detta fornminne      |
| Solberga 262:3              | Hällristning                |              | Solberga, Bohuslän  |       | 57.944302, 11.826849 | 10159702620003 | Ladda upp en bild av detta fornminne      |
| Solberga 262:4              | Hällristning                |              | Solberga, Bohuslän  |       | 57.944305, 11.826857 | 10159702620004 | Ladda upp en bild av detta fornminne      |
| Solberga 262:5              | Hällristning                |              | Solberga, Bohuslän  |       | 57.944305, 11.826857 | 10159702620005 | Ladda upp en bild av detta fornminne      |
| Solberga 262:6              | Hällristning                |              | Solberga, Bohuslän  |       | 57.944347, 11.827177 | 10159702620006 | Ladda upp en bild av detta fornminne      |
| Solberga 262:7              | Hällristning                |              | Solberga, Bohuslän  |       | 57.944347, 11.827177 | 10159702620007 | Ladda upp en bild av detta fornminne      |
| Solberga 262:8              | Hällristning                |              | Solberga, Bohuslän  |       | 57.944347, 11.827177 | 10159702620008 | Ladda upp en bild av detta fornminne      |
| Solberga 262:9              | Hällristning                |              | Solberga, Bohuslän  |       | 57.944347, 11.827177 | 10159702620009 | Ladda upp en bild av detta fornminne      |
| Solberga 262:10             | Hällristning                |              | Solberga, Bohuslän  |       | 57.944347, 11.827177 | 10159702620010 | Ladda upp en bild av detta fornminne      |
| Solberga 271:1              | Hällristning                |              | Solberga, Bohuslän  |       | 57.951985, 11.818814 | 10159702710001 | Ladda upp en bild av detta fornminne      |
| Solberga 271:2              | Hällristning                |              | Solberga, Bohuslän  |       | 57.951985, 11.818814 | 10159702710002 | Ladda upp en bild av detta fornminne      |
| Solberga 284:1              | Hällristning                |              | Solberga, Bohuslän  |       | 57.926402, 11.814960 | 10159702840001 | Ladda upp en bild av detta fornminne      |
| Solberga 284:2              | Hällristning                |              | Solberga, Bohuslän  |       | 57.926549, 11.814538 | 10159702840002 | Ladda upp en bild av detta fornminne      |
| Solberga 284:3              | Hällristning                |              | Solberga, Bohuslän  |       | 57.926485, 11.815736 | 10159702840003 | Ladda upp en bild av detta fornminne      |
| Solberga 285:1              | Hällristning                |              | Solberga, Bohuslän  |       | 57.927041, 11.815712 | 10159702850001 | Ladda upp en bild av detta fornminne      |
| Solberga 285:2              | Hällristning                |              | Solberga, Bohuslän  |       | 57.927063, 11.815538 | 10159702850002 | Ladda upp en bild av detta fornminne      |
| Solberga 286:1              | Hällristning                |              | Solberga, Bohuslän  |       | 57.930134, 11.829407 | 10159702860001 | Ladda upp en bild av detta fornminne      |
| Solberga 286:2              | Hällristning                |              | Solberga, Bohuslän  |       | 57.930260, 11.829435 | 10159702860002 | Ladda upp en bild av detta fornminne      |
| Solberga 287:1              | Hällristning                |              | Solberga, Bohuslän  |       | 57.929774, 11.819428 | 10159702870001 | Ladda upp en bild av detta fornminne      |
| Solberga 287:2              | Hällristning                |              | Solberga, Bohuslän  |       | 57.929774, 11.819428 | 10159702870002 | Ladda upp en bild av detta fornminne      |
| Solberga 287:3              | Hällristning                |              | Solberga, Bohuslän  |       | 57.929774, 11.819428 | 10159702870003 | Ladda upp en bild av detta fornminne      |
| Solberga 287:4              | Hällristning                |              | Solberga, Bohuslän  |       | 57.929774, 11.819634 | 10159702870004 | Ladda upp en bild av detta fornminne      |
| Solberga 287:5              | Hällristning                |              | Solberga, Bohuslän  |       | 57.929774, 11.819634 | 10159702870005 | Ladda upp en bild av detta fornminne      |
| Solberga 288:1              | Hällristning                |              | Solberga, Bohuslän  |       | 57.930150, 11.822154 | 10159702880001 | Ladda upp en bild av detta fornminne      |
| Solberga 289:1              | Hällristning                |              | Solberga, Bohuslän  |       | 57.929978, 11.823860 | 10159702890001 | Ladda upp en bild av detta fornminne      |
| Solberga 290:1              | Hällristning                |              | Solberga, Bohuslän  |       | 57.919007, 11.820681 | 10159702900001 | Ladda upp en bild av detta fornminne      |
| Solberga 291:1              | Hällristning                |              | Solberga, Bohuslän  |       | 57.921292, 11.802532 | 10159702910001 | Ladda upp en bild av detta fornminne      |
| Solberga 291:2              | Hällristning                |              | Solberga, Bohuslän  |       | 57.921192, 11.802535 | 10159702910002 | Ladda upp en bild av detta fornminne      |
| Solberga 292:1              | Hällristning                |              | Solberga, Bohuslän  |       | 57.926929, 11.821420 | 10159702920001 | Ladda upp en bild av detta fornminne      |
| Solberga 294:1              | Hällristning                |              | Solberga, Bohuslän  |       | 57.936933, 11.843559 | 10159702940001 | Ladda upp en bild av detta fornminne      |
| Solberga 294:2              | Hällristning                |              | Solberga, Bohuslän  |       | 57.936933, 11.843559 | 10159702940002 | Ladda upp en bild av detta fornminne      |
| Solberga 295:1              | Hällristning                |              | Solberga, Bohuslän  |       | 57.934150, 11.844486 | 10159702950001 | Ladda upp en bild av detta fornminne      |
| Solberga 295:2              | Hällristning                |              | Solberga, Bohuslän  |       | 57.934076, 11.845289 | 10159702950002 | Ladda upp en bild av detta fornminne      |
| Solberga 295:3              | Hällristning                |              | Solberga, Bohuslän  |       | 57.934076, 11.845289 | 10159702950003 | Ladda upp en bild av detta fornminne      |
| Solberga 296:1              | Hällristning                |              | Solberga, Bohuslän  |       | 57.934067, 11.846053 | 10159702960001 | Ladda upp en bild av detta fornminne      |
| Solberga 296:2              | Hällristning                |              | Solberga, Bohuslän  |       | 57.934067, 11.846053 | 10159702960002 | Ladda upp en bild av detta fornminne      |
| Solberga 297:1              | Hällristning                |              | Solberga, Bohuslän  |       | 57.964871, 11.827194 | 10159702970001 | Ladda upp en bild av detta fornminne      |
| Solberga 297:2              | Hällristning                |              | Solberga, Bohuslän  |       | 57.964871, 11.827194 | 10159702970002 | Ladda upp en bild av detta fornminne      |
| Solberga 297:3              | Hällristning                |              | Solberga, Bohuslän  |       | 57.964871, 11.827194 | 10159702970003 | Ladda upp en bild av detta fornminne      |
| Solberga 297:4              | Hällristning                |              | Solberga, Bohuslän  |       | 57.965006, 11.826745 | 10159702970004 | Ladda upp en bild av detta fornminne      |
| Solberga 297:5              | Hällristning                |              | Solberga, Bohuslän  |       | 57.964871, 11.827194 | 10159702970005 | Ladda upp en bild av detta fornminne      |
| Solberga 297:6              | Hällristning                |              | Solberga, Bohuslän  |       | 57.964600, 11.827362 | 10159702970006 | Ladda upp en bild av detta fornminne      |
| Solberga 298:1              | Hällristning                |              | Solberga, Bohuslän  |       | 57.964929, 11.828756 | 10159702980001 | Ladda upp en bild av detta fornminne      |

## Torsby
Se Lista över fornlämningar i Kungälvs kommun (Torsby)

## Ytterby
Se Lista över fornlämningar i Kungälvs kommun (Ytterby)